# コンチネンタル・ジャズ
コンチネンタル・ジャズ（Continental jazz、「大陸のジャズ」の意）は、イギリスを除く、スウィング・ミディアム（ゆっくりしたテンポのスウィング）の範疇にあるヨーロッパの初期のジャズ・ダンス・バンドを含めた音楽ジャンルである。このジャンルは、第二次世界大戦が終結するまで一般的なものとして実践されていた。ビバップが大衆から人気を得るまでに、このスタイルは多かれ少なかれ時代遅れなものとなっていった。

## リバイバル・トレンド
1990年代と2000年代に、ヨーロッパ大陸のいくつかのアンサンブルがこのスタイルを復活させた。Paris Comboは、このスタイルやその他のスタイルを利用している。